# Parafia św. Józefa w Wicimicach
Parafia pw. św. Józefa Rzemieślnika w Wicimicach – parafia rzymskokatolicka, należąca do dekanatu Gryfice, archidiecezji szczecińsko-kamieńskiej, metropolii szczecińsko-kamieńskiej Kościoła rzymskokatolickiego. W parafii posługują księża diecezjalni. Według stanu na wrzesień 2018 proboszczem parafii był ks. Marek Rokosz. Od września 2022 nowym administratorem parafii został ks. Robert Szyszko.

## Miejsca kultu

### Kościół parafialny
Kościół św. Józefa Robotnika w Wicimicach

### Kościoły filialne i kaplice
- Kościół Niepokalanego Serca Najświętszej Maryi Panny w Natolewicach[1]
- Kościół Matki Bożej Różańcowej w Pniewie[1]